# Kasey Keller
Kasey Keller (Lacey, 29 novembre 1969) è un allenatore di calcio ed ex calciatore statunitense, di ruolo portiere.

## Carriera

### Club
Nel 1988, al suo primo anno all'Università di Portland, disputò un'ottima stagione, aiutando la squadra del suo college a raggiungere la Final Four di calcio della NCAA. Nei periodi in cui il torneo universitario era fermo, giocò per i Portland Timbers, un club della Western Soccer Alliance.
Nel 1992 venne messo sotto contratto dal club inglese del Millwall: alla sua prima stagione, venne votato come miglior giocatore dell'anno dai tifosi e nel 1996, con la retrocessione in seconda divisione del club, venne ceduto al Leicester City.
Con il Leicester City offrì delle eccellenti prestazioni, riuscendo anche a vincere la League Cup del 1997.
Nel 1999, passò al Rayo Vallecano, squadra spagnola appena promossa nella Liga, dove giocò per due anni.
Dal 2001 al 2005, tornò nella Premiership inglese giocando nelle file del Tottenham ma, nella stagione 2004-05, perse il posto di titolare a favore di Paul Robinson e venne prima prestato al Southampton F.C., poi ceduto al club tedesco Borussia Mönchengladbach.
Con il Borussia Mönchengladbach, giocò fino alla fine della stagione 2006-07. Le sue prestazioni in Germania furono di alto livello, al punto che nella sua ultima stagione tedesca venne scelto come capitano della squadra.
Nell'agosto 2007 ha firmato per il Fulham. Inizialmente è stato la riserva di Antti Niemi ma alcune cattive prestazioni di quest'ultimo gli hanno garantito il ritorno fra i titolari. Al termine della stagione, però, si trasferisce ai Seattle Sounders.
È stato nominato miglior calciatore statunitense nel 1997, 1999 e 2005.

### Nazionale
Con la nazionale giovanile statunitense, concluse al quarto posto i Mondiali FIFA U-20 del 1989. Venne premiato come secondo miglior giocatore di quel torneo.
Debuttò nella nazionale maggiore il 4 febbraio 1990, in un match contro la Colombia, e venne convocato per il Mondiale del 1990, del 1998, del 2002 e del 2006, oltre che ai Giochi della XXVI Olimpiade ad Atlanta del 1996.
Nel Mondiale 2006, giocò da titolare tutti e tre gli incontri del girone eliminatorio, venendo nominato Man of the Match nell'1–1 contro l'Italia, partita giocata a Kaiserslautern il 17 giugno.
Ha accumulato 102 presenze con la nazionale statunitense, vincendo la CONCACAF Gold Cup del 2005.

## Palmarès

### Club
- Coppa di Lega inglese: 1

Leicester City: 1996-1997
- Lamar Hunt U.S. Open Cup: 3

Seattle Sounders FC: 2009, 2010, 2011

### Nazionale
- Gold Cup: 4

1991, 2002, 2005, 2007

### Individuale
- U.S. Soccer Athlete of the Year: 3

1997, 1999, 2005
- Miglior giocatore della Gold Cup: 1

1998
- MLS Best XI: 1

2011